# Каїс Бін Абдул Мунім Аль Зававі
Каїс Бін Абдул Мунім Аль Зававі (араб. قَيْس بِن عَبْدُ ٱلْمُنْعِم ٱلزَّوَاوِي), (англ. Qais bin Abdul-Munʿim Az-Zawāwī) (27 серпня 1935 — 11 вересня 1995) — оманський політик та дипломат. Був другим міністром закордонних справ Султанату Оману, а згодом з 1982 року обіймав посаду віце-прем'єр-міністра з питань фінансів та економічних справ Султанату Оман..

## Життєпис
Народився 27 серпня 1935 року в оманській родині у Карачі, Британська Індія (нині Пакистан), де його батько Абд аль-Мунім бен Юсуф служив покупним агентом для султана Саїда бін Таймура, правителя Маската та Омана. Він здобув освіту в Бомбеї в школі єзуїтів. З Індії поїхав, як і багато його сучасників та їхні діти, до Кувейту. Він став канцеляристом у Британському банку Близького Сходу і почав набувати основ фінансових знань, які мали принести користь його країні в наступні роки. Працюючи в BBME, Каїс був зайнятий у комерційній секції посольства Великої Британії. Його, очевидно, помітили як людину з комерційним потенціалом, оскільки незабаром він переїхав до Дубая, щоб зайняти посаду регіонального менеджера Pepsi Cola. Коли в Омані в 1967 році було відкрито нафту, і країна знову почала економічно розвиватися, Каїс повернувся до Маскату і провів там різні комерційні заходи, серед яких було започатковано агентство Mercedes-Benz в Омані та аптека Мускат. Він був одним із яскравих експертів для іноземних відвідувачів, які шукали поради чи інформації про Оман. Після того, як султан Кабус бін Саїд прийшов до влади, правитель швидко зрозумів, що йому потрібні власні кадри лояльних до Оману та інших арабів, щоб замінити навколо нього коло британських радників. У той час Кабус вважався занадто близьким до англійців.

## Політична діяльність
Приєднавшись до свого брата Омара, який повернувся з медичної практики з Саудівської Аравії за 18 місяців після того, як Кабус скинув свого батька, Каїс зарекомендував себе як перемовник султана з сусідніми країнами. Спираючись на власне походження з Перської затоки, його володіння арабською мовою, його особистість та інтелект, для Каїса грали головну роль у створенні мережі відносин для Оману, які збереглися до наших днів — з Хусейном в Йорданії, з Іраном, з шейхом Заїд бін Султан Аль Нахайян в Абу-Дабі, з Єгиптом та Алжиром. Незабаром він став найвірнішим радником султана, і в 1973 році його призначили міністром з питань закордонних справ Оману. Що особливо важливо, він також був заступником голови рад, які контролювали розвиток та фінансові справи султанату. За 10 років, що він обіймав ці посади, був створений сучасний Оман. Була створена вся інфраструктура сучасної держави — лікарні, школи, бюрократія, дороги. Каїс аль-Зававі відіграв важливу роль у здійсненні та допомаганні формувати бачення султана. Все це фінансувалося, незважаючи на скорочення видобутку та експорту нафти, шляхом жорстокого використання західних та арабських фінансів. Впевненість, яку Оман виховував серед західних фінансистів, завдячувала великим зусиллям Каїса Аль-Зававі. У той же час він створив Оман як арабську країну з незалежною і прозахідною зовнішньою політикою, відновив відносини зі США, нормалізував відносини з Саудівською Аравією і, самотньо серед арабських держав, підтримував чудові відносини з Іраном, незважаючи на революцію Хомені та Ірано-Іракську війну. У 1982 році, коли ера крайнього зростання наближалася до кінця, і побачивши необхідність ще більш тісного управління фінансовими справами країни, султан Кабус призначив Каїса віце-прем'єр-міністром з фінансово-економічних питань, посаду, яку він обіймав до своєї смерті. На цій посаді він повів Оман у нові сфери розвитку, до партнерства у розробці нафтогазових проектів у всьому світі та в постійній фіскальній твердості. Він був фінансовим генієм для багатьох, хто його зустрічав.

## Загибель
Загинув 11 вересня 1995 року в автомобільній аварії, перебуваючи в машині з його величністю султаном Кабусом бін Саїдом та своїм братом доктором Омаром бін Абдул Мунімом Аль-Зававі, який займався зовнішніми зв'язками султана..